# Joe Volpe
Pour les articles homonymes, voir Volpe.

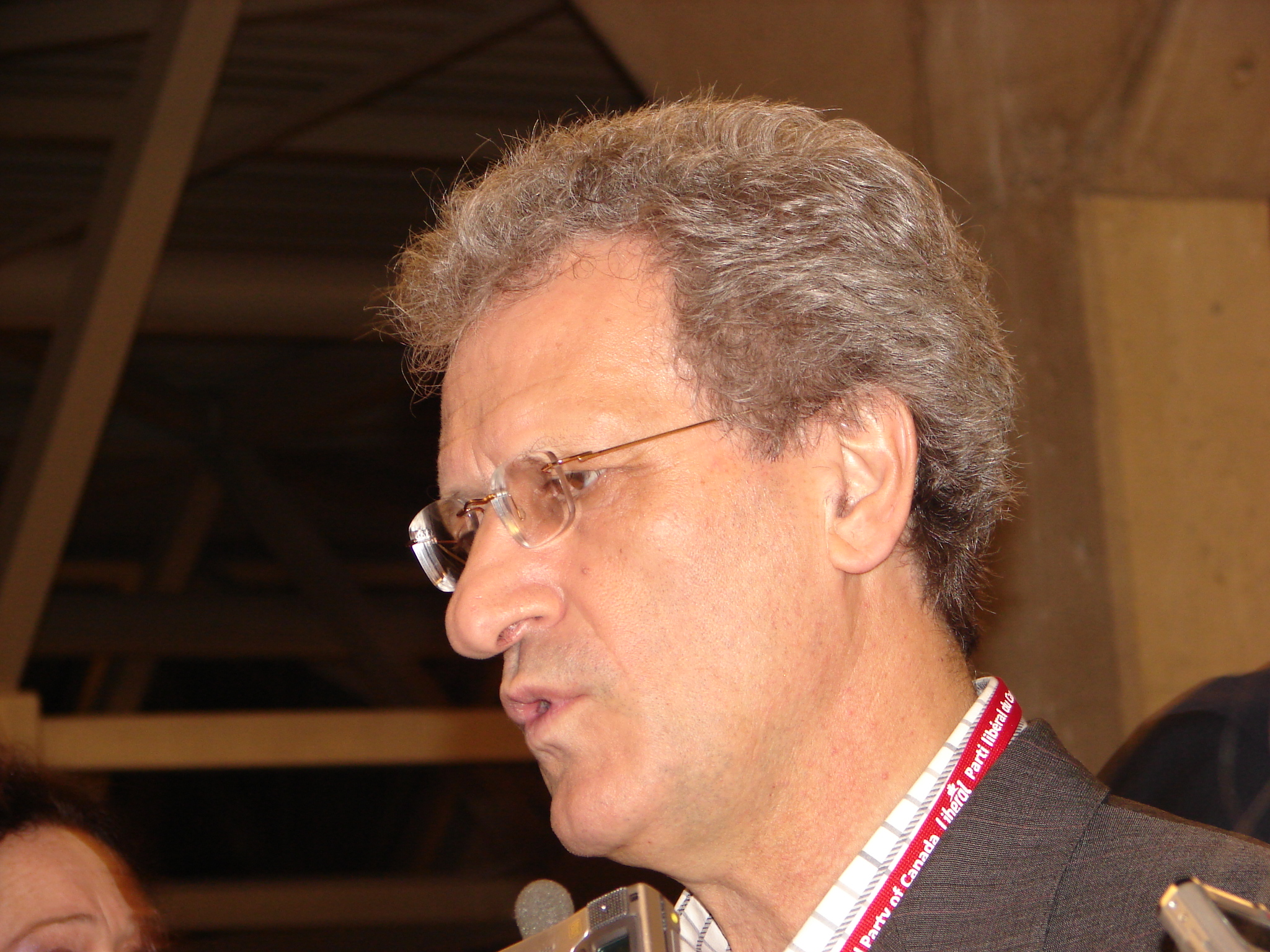
L'hon. Joe Volpe lors du congrès d'investiture du Parti libéral du Canada de 2006

Giuseppe (Joseph) Volpe (né le 21 septembre 1947) est un homme politique canadien. Anciennement enseignant, il fut député à la Chambre des communes du Canada de l'élection de 1988 à 2011 et a été ministre de la Citoyenneté et de l'immigration dans le cabinet de Paul Martin.
Volpe a été candidat à la direction du Parti libéral du Canada en 2006. Il se retire de la course après le premier tour de vote, accordant son appui à Bob Rae. Après l'élimination de Rae, Volpe a appuyé le candidat gagnant, Stéphane Dion.
Il est marié ; lui et son épouse Mirella ont quatre enfants : Luciano, Flavio, Letizia et Massimo.

## Origines
Volpe naît à Monteleone (Puglia), en Italie, et immigre au Canada avec sa famille en 1955. Plusieurs membres de sa famille ont fait partie d'une rébellion citoyenne locale contre le gouvernement fasciste de Benito Mussolini en 1942, la première rébellion de ce genre en Italie.
Volpe est élevé au sein d'une famille de la classe ouvrière. Il fait ses études à l'Université de Toronto, où il obtient un B.A. (1970), B.Ed. (1971) et M.Ed. (1980) ; il travaille ensuite comme enseignant. Il enseigne à Stoney Creek de 1971 à 1974 et dirige le département d'histoire d'une école secondaire à Etobicoke de 1974 à 1979 ; il dirige également le département d'études multiculturelles à un collège à Weston (Ontario) de 1979 à 1982. Il est cofondateur et vice-principal de la J. M. McGuigan Secondary School de 1983 à 1988.

## Carrière politique

### Débuts
Volpe s'implique pour la première fois au sein du Parti libéral du Canada en 1968 lorsqu'il travaille pour la campagne de Charles Caccia dans Davenport. Il est candidat au conseil d'éducation de North York lors de l'élection municipale de 1974 en tant que représentant des écoles séparées, mais il est défait. Il est candidat à l'Assemblée législative de l'Ontario lors des élections provinciales de 1981, mais il est défait par le député néo-démocrate sortant Odoardo Di Santo dans Downsview. L'année suivante, il appuie la candidature de David Peterson à la direction du Parti libéral de l'Ontario.
Volpe gravit les échelons du parti au milieu des années 1980 en recrutant avec succès des nouveaux libéraux au sein de la communauté italienne de Toronto. Il influence plusieurs courses d'investiture locales, dont celle de John Nunziata contre Paul Hellyer dans York-Sud—Weston en 1984. Certains critiquent les méthodes de recrutement de Volpe, l'accusant de manipuler le système en recrutant des « membres instantanés », ce qu'il nie. Il appuie John Roberts lors du congrès d'investiture libéral de 1984, accordant son appui à Jean Chrétien après que Roberts s'est retiré de la course après le deuxième tour.
Volpe tente sans succès de se faire élire président du Parti libéral de l'Ontario en 1985 et 1986 ; les médias suggèrent que les têtes dirigeantes du parti s'opposent à sa candidature. Souvent perçu comme un opposant au chef libéral John Turner, Volpe organise néanmoins un vote en faveur de Turner lors du vote de confiance de 1986. L'année suivante, il s'oppose publiquement à l'accord du lac Meech, qui avait l'appui des dirigeants du parti.

### Député

#### Investiture
Volpe réussit à arracher l'investiture du Parti libéral à un député en fonctions, Roland de Corneille, dans la circonscription d'Eglinton—Lawrence pour l'élection fédérale de 1988. De Corneille accuse Volpe d'organiser un groupe pour son gain personnel en recrutant des nouveaux membres en masse au sein de la communauté italienne de la circonscription.
Après avoir perdu la nomination, de Corneille donne son appui au candidat progressiste-conservateur Tony Abbott, lui-même un ancien ministre libéral. Volpe défend son droit de briguer l'investiture du parti malgré la présence d'un député en fonction, affirmant que la communauté italienne de Toronto cherchait à jouer un rôle plus important au sein du gouvernement. Il travaille à se réconcilier avec les partisans de de Corneille, dont plusieurs étaient issus de la communauté juive (de Corneille et Volpe appuient tous deux Israël). Malgré les divisions engendrées par sa nomination, Volpe remporte une victoire décisive lors du jour du scrutin.

#### Opposition, 1988-1993
Les progressistses-conservateurs sont réélus avec un gouvernement majoritaire en 1988. Volpe siège dans l'opposition officielle pour les cinq prochaines années ; durant cette période, il est porte-parole en matière de revenu pour un certain temps. Au cours des débats constitutionnels du début des années 1990, il suggère que le Parlement du Canada (au lieu de la branche exécutive du gouvernement) devrait être responsable de reformuler les termes de la confédération canadienne. Il affirme que le parlement représentait toutes les facettes de la population cadienne et qu'une initiative parlementaire sur la réforme constitutionnelle économiserait des millions de dollars en éliminant les « commissions inutiles ».
Volpe appuie la candidature de Paul Martin lors de la course à l'investiture du Parti libéral de 1990, remportée par Jean Chrétien. Il s'oppose subséquemment à certaines réformes apportées par Chrétien à la constitution du parti, dont un amendement permettant au chef de nommer les candidats dans certaines circonscriptions. Les partisans de Chrétien affirment que le changement était nécessaire pour empêcher les « membres instantanés » de prendre le contrôle du processus de nomination des candidats ; plusieurs croient que le changement était dirigé contre Volpe et contre le groupe Liberals For Life affilié à Tom Wappel.
Volpe demeure un des plus forts partisans de Paul Martin dans la région de Toronto après 1990.

#### Arrière-ban du gouvernement
Les libéraux remportent un gouvernement majoritaire lors de l'élection de 1993 et Volpe siège dans l'arrière-ban dans la législature suivante. Le 23 février 1996, il est nommé secrétaire parlementaire du ministre de la Santé nationale et du Bien-être social. Le ministère est renommé le 12 juillet 1997, et son titre est changé pour devenir Secrétaire parlementaire du ministre de la Santé, un poste qu'il conserve jusqu'au 15 juillet 1998.
Volpe est réélu lors de l'élection de 1997 contre David Rotenberg, un ancien ministre du gouvernement provincial ontarien de Frank Miller. Il appuie la candidature de Mel Lastman à la maire de Toronto lors de l'élection municipale de 1997.
Volpe est président du Comité permanent de la santé après l'élection de 1997. Il produit plusieurs rapports recommandant des améliorations au système de santé canadien.
En octobre 2000, il critique la décision du Canada d'appuyer une résolution critique à l'endroit d'Israël aux Nations unies, affirmant subséquemment que le Canada aurait dû s'abstenir.
Volpe est réélu sans difficulté lors de l'élection de 2000. Au cours de la campagne, il prône des baisses d'impôts pour les parents qui envoient leurs enfants à des écoles religieuses privées.
Au cours des deux années suivantes, il devient de plus en plus critique à l'endroit du gouvernement de Jean Chrétien, ne cachant pas son appui à Paul Martin pour remplacer Chrétien en tant que chef du parti. Volpe critique le gouvernement pour sa lenteur à remplacer les hélicoptères Sea King et encourage le gouvernement à acheter les hélicoptères EH-101 Cormorant recommandés par le précédent gouvernement progressiste-conservateur de Brian Mulroney. En novembre 2002, il réclame une pleine compensation pour tous les victimes de l'hépatite C contaminés par le système de distribution de sang national et critique le gouvernement Chrétien pour l'introduction d'un plan de compensation plus restreint. Il est également sceptique à l'endroit du projet de décriminaliser le cannabis. Il s'oppose également au projet de légalisation du mariage homosexuel et vote en faveur du mariage traditionnel en 2003.
Volpe travaille ouvertement à l'éjection de Jean Chrétien pour le remplacer par Paul Martin après juin 2002 après l'expulsion de Martin du conseil des ministres de Chrétien. En juin 2002, Volpe est parmi seize députés libéraux à réclamer publiquement la démission de Chrétien.

### Ministre

#### Ministre des Ressources humaines et du Développement des compétences
En 2003, Paul Martin est élu massivement chef du Parti libéral lors du congrès d'investiture du parti, devenant premier ministre du Canada le 12 décembre 2003. Il nomme Volpe au conseil des ministres en tant que ministre des Ressources humaines et du Développement des compétences, avec responsabilités pour le travail, les sans-abri, la formation, le développement économique communautaire et les prêts étudiants fédéraux. Il est également nommé ministre politique pour l'Ontario et la région de Toronto. Volpe introduit différentes mesures facilitant l'accès à l'assurance-emploi pour les travailleurs saisonniers et instaurant les congés payés pour les travailleurs qui quittent leur emploi pour prendre soin d'un membre malade de leur famille. Au cours de la campagne électorale de 2004, il promet plusieurs nouvelles dépenses, incluant 1 milliard $ sur cinq ans pour la recherche, le développent et l'innovation dans l'industrie de l'automobile.
Les libéraux sont réduits à un gouvernement minoritaire lors de cette élection ; Volpe est réélu facilement dans sa circonscription et conserve son poste au conseil des ministres après l'élection.

#### Ministre de la Citoyenneté et de l'Immigration
Au cours de la 38e législature, la ministre fédérale de la Citoyenneté et de l'Immigration, Judy Sgro, est critiquée pour avoir accordé un permis de résidence temporaire à une stripteaseuse roumaine qui avait contribué à sa campagne électorale. Sgro nie avoir fait quoi que ce soit de mal et affirme avoir accordé le permis par compassion. À la suite de cette controverse, le gouvernement Martin élimine un programme fédéral destiné à permettre aux stripteaseuses étrangères d'immigrer plus facilement au pays. C'est Volpe qui aurait pris cette décision ; il affirme ne pas être confortable avec le programme et qu'il n'y avait aucune justification pour son existence.
Sgro annonce sa démission du conseil des ministres le 14 janvier après avoir été l'objet d'accusations de conflit d'intérêts (elle fut subséquemment blanchie). Volpe lui succède en tant que ministre de la Citoyenneté et de l'Immigration, quittant son poste de ministre des Ressources humaines et du Développement des compétences deux jours plus tard.

### Candidat à la direction du Parti libéral
Il a annoncé sa candidature à la direction du Parti libéral du Canada le 21 avril 2006.
Volpe rencontre des difficultés le 2 juin lorsqu'il est révélé que sa campagne avait reçu des dons de 5 400 $ de la part de trois enfants âgés de moins de 15 ans, tous les enfants de dirigeants de la compagne pharmaceutique Apotex ; l'argent a été remboursé par la suite. L'incident a donné lieu à la création du site web satirique www.youthforvolpe.ca. Subséquemment, Sukh Dhaliwal et Yasmin Ratansi ont retiré leur appui à Volpe et l'ont accordé à Michael Ignatieff.
Le Parti libéral du Canada a annoncé une amende de 20 000 $ contre M. Volpe parce que sa campagne avait permis que des formulaires d'adhésion au parti soient distribués par des associations culturelles au Québec sans s'assure que les nouveaux membres paient eux-mêmes leurs frais d'adhésion. Volpe fut exonoré par la suite et l'amende fut retiré.
Le 21 juillet 2006, l'organisateur national de sa campagne, Jim Karygiannis, démissionne, citant des différences d'opinion sur le conflit israélo-libanais de 2006. Volpe avait défendu publiquement le droit d'Israël de se défendre contre les raids et tirs de missiles effectués depuis le Liban par les terroristes du Hezbollah.
Suivant les discours des candidats lors du congrès libéral le 1er décembre, Volpe annonce son retrait de la course et accorde son appui à Bob Rae, avant même que les résultats du premier bulletin soient révélés ; Volpe se place en 7e position avec 156 voix de délégués.